# Argyranthemum maderense
Argyranthemum maderense es una especie de planta herbácea perteneciente a la familia de las asteráceas, originaria de las Islas Canarias. 

## Descripción
Argyranthemum maderense  es un endemismo de la isla de Lanzarote. Pertenece al grupo de especies que poseen cipselas exteriores aladas y un vilano coroniforme, caracterizándose por sus hojas espatuladas u obovadas y pinnatífidas y sobre todo por las lígulas, que son de color amarillo pálido, a diferencia de la mayoría de las especies del género, que las tienen blancas. Se conoce como "margarita de Famara". Esta especie se incluía en el Catálogo de Especies Amenazadas de Canarias del año 2001, como sensible a la alteración de su hábitat, en las islas de Lanzarote y Fuerteventura, quedando incluida en el Catálogo Canario de Especies Protegidas del año 2010 en la categoría de "especie de interés para los ecosistemas canarios".

## Taxonomía
Argyranthemum maderense fue descrito por (D.Don) Humphries y publicado en Bull. Brit. Mus. (Nat. Hist.), Bot. 5(4): 202. 1976
Etimología
Argyranthemum: nombre genérico que procede del griego argyros, que significa "plateado" y anthemom, que significa "planta de flor", aludiendo a sus flores radiantes pálidas.
maderense: epíteto geográfico que alude a la isla de Madeira. En este caso, el epíteto parece ser el resultado de una confusión geográfica en la descripción original de la planta, pues se trata de un endemismo de la isla de Lanzarote.
Sinonimia
- Argyranthemum ochroleucum Webb
- Argyranthemum ochroleucum Sch.Bip.
- Chrysanthemum ochroleucum (Webb ex Sch.Bip.) Bolle
- Chrysanthemum ochroleucum (Webb ex Sch.Bip.) Masf.
- Ismelia maderensis D.Don[3]